# Heinrich Racker
Heinrich Racker (Polonia en 1910, emigra en 1914 a Viena, y luego, evitando el peligro del nazismo por su ascendencia judía, se exilia en Buenos Aires en 1939 - 1960) fue un pianista, psicólogo, musicólogo. Se desarrolla como psicoanalista eminente, habiendo comenzado su formación con Juana Lampl-de-Groot;  luego con Ángel Garma en Argentina donde este último había llegado evitando el franquismo. 
Su hermano , Efraim Racker, fue un famoso bioquímico.

## Obra
- Observaciones sobre la contratransferencia como instrumento técnico. Revista de psicoanálisis de la Asociación psicoanalítica argentina, 1951.

- A contribution to the problem of countertransference. International J. of Psycho-Analysis 34:4 (1953): 313-324.

- The meanings and uses of countertransference. Psychoanalytic Quarterly 26:3 (1957), 303-357.

- Psicoanálisis del espíritu; consideraciones psicoanalíticas sobre filosofía, religión, antropología, caracterología, música, literatura, cine, Buenos Aires: Nova. A.P.A., 1957

- Übertragung und Gegenübertragung : Studien zur psychoanalytischen Technik, 1959. Traducidio al inglés como Transference and countertransference, Londres: Hogarth Press, 1968. International psycho-analytical library, no. 73.

## Sobre Heinrich Racker
- Langer, M. (1962). Heinrich Racker—1910–1961. Int. J. Psycho-Anal., 43:80-81.